# Nebulosus
Nebulosus är en molnart som förkortas neb. Moln av arten nebulosus har en diffus slöja som inte visar några klart urskiljbara detaljer. Arten förekommer hos huvudmolnslagen cirrostratus och stratus. 

## Cirrostratus nebulosus
Förkortning Cs neb. Cirrostratus nebulosus ger halo-fenomen.

## Stratus nebulosus

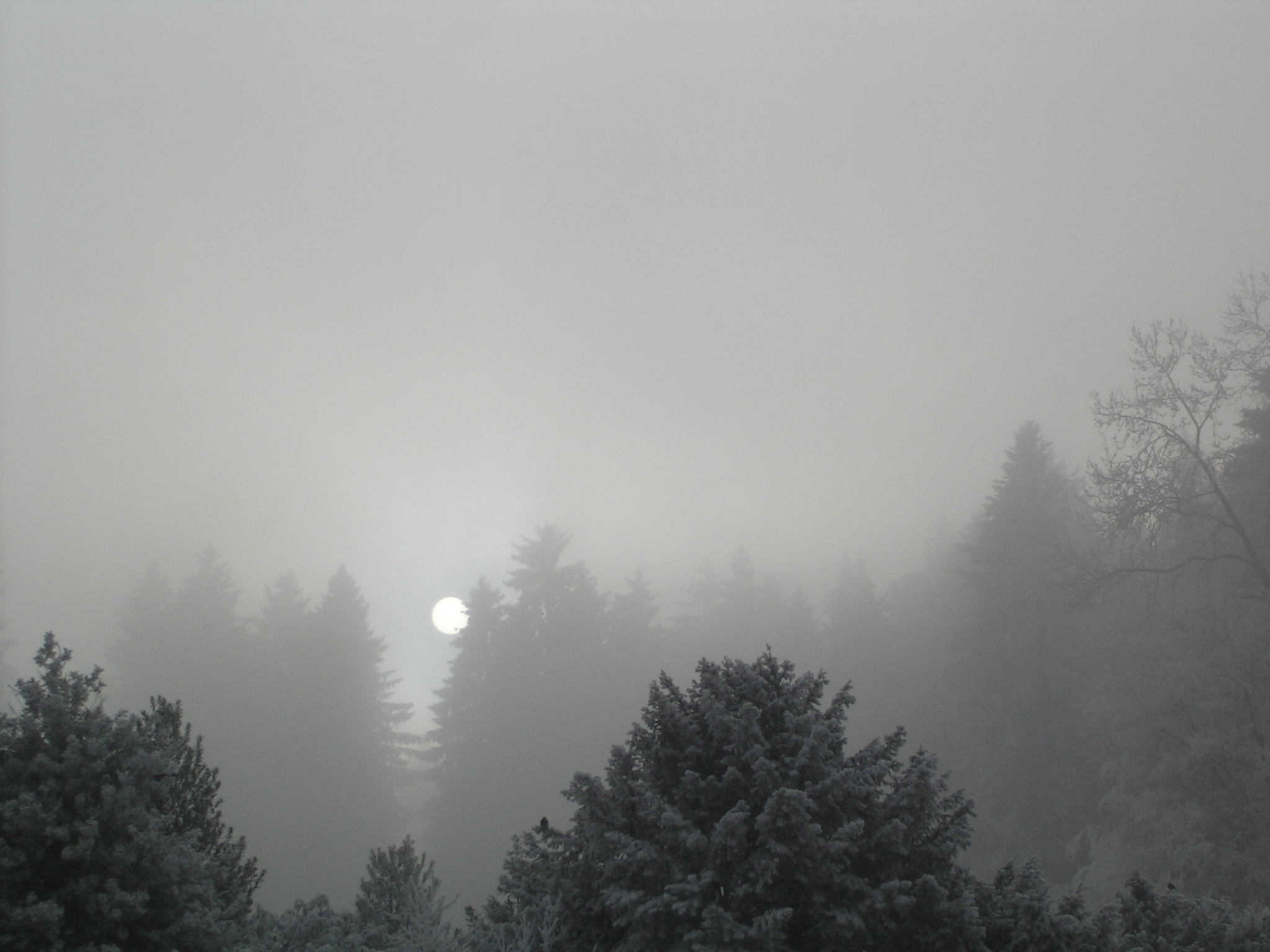
Stratus nebulosus

Förkortning St neb. Stratus nebulosus är den vanligaste arten av stratus.